# Pfeffingen (Duitsland)
Pfeffingen is een plaats in de Duitse gemeente Albstadt, deelstaat Baden-Württemberg, en telt 2147 inwoners (2008).

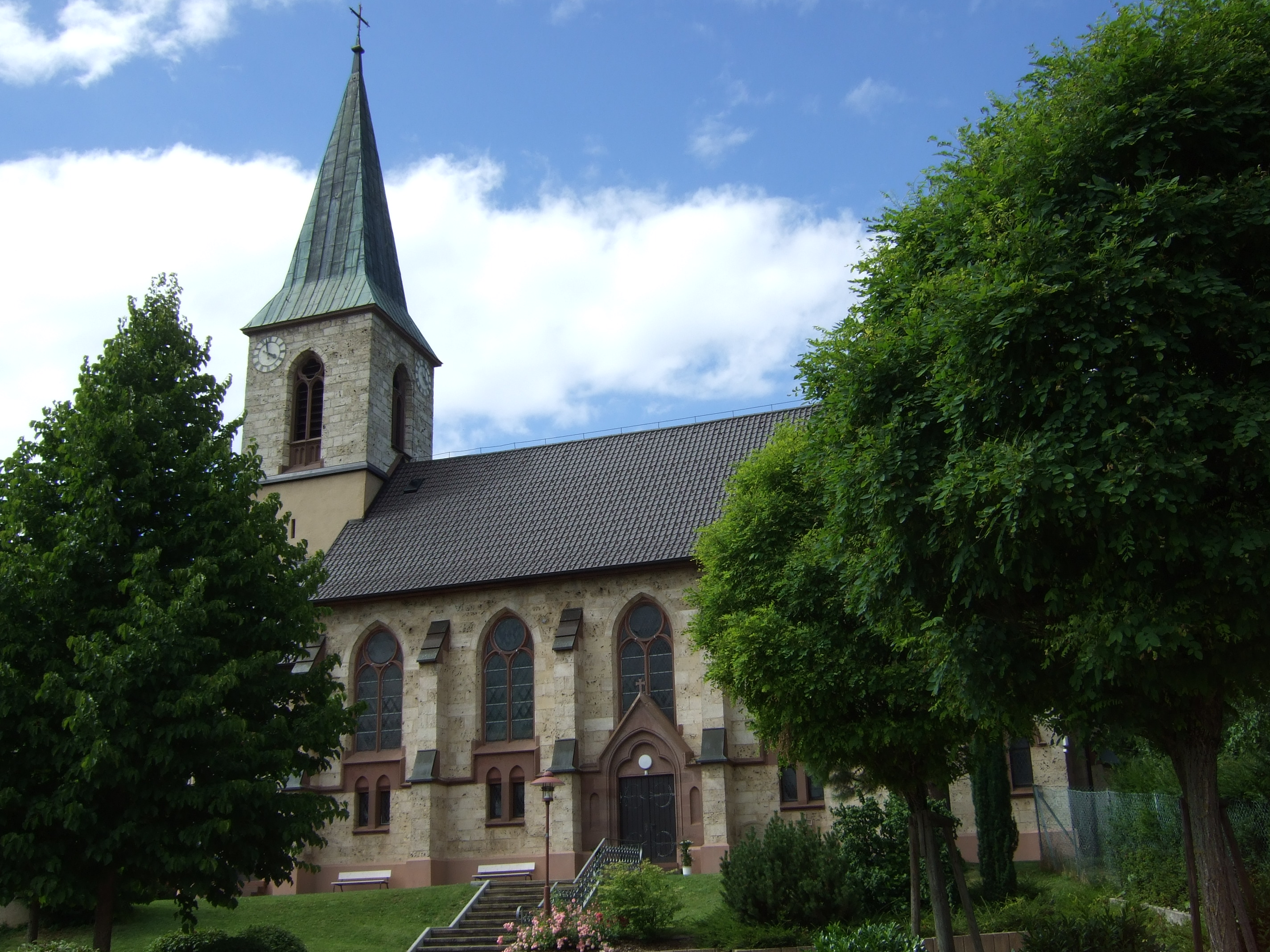
Evangelische kerk St. Nikolaus
Evangelisch-Methodische Paulus-Kerk
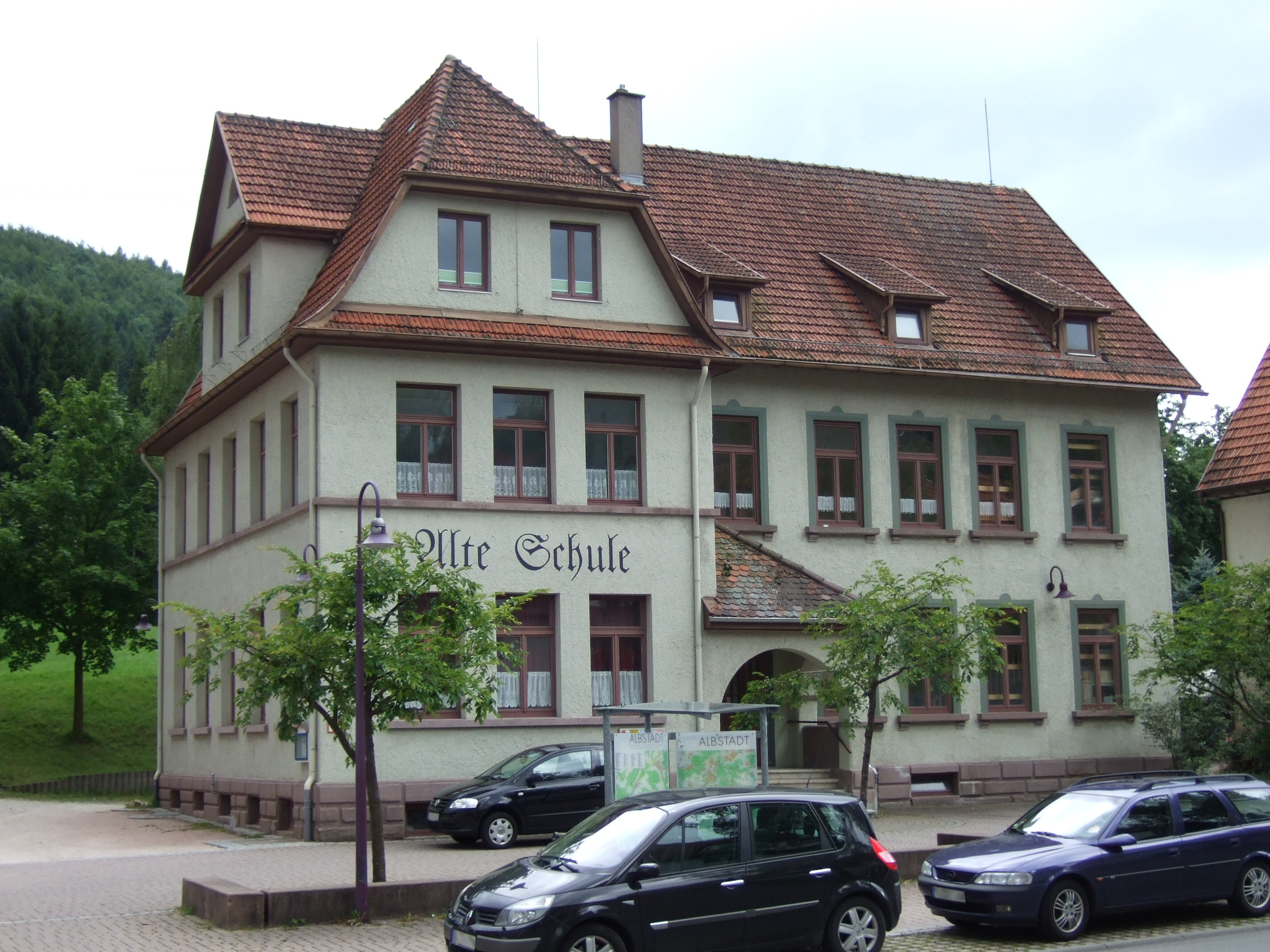
Oude school
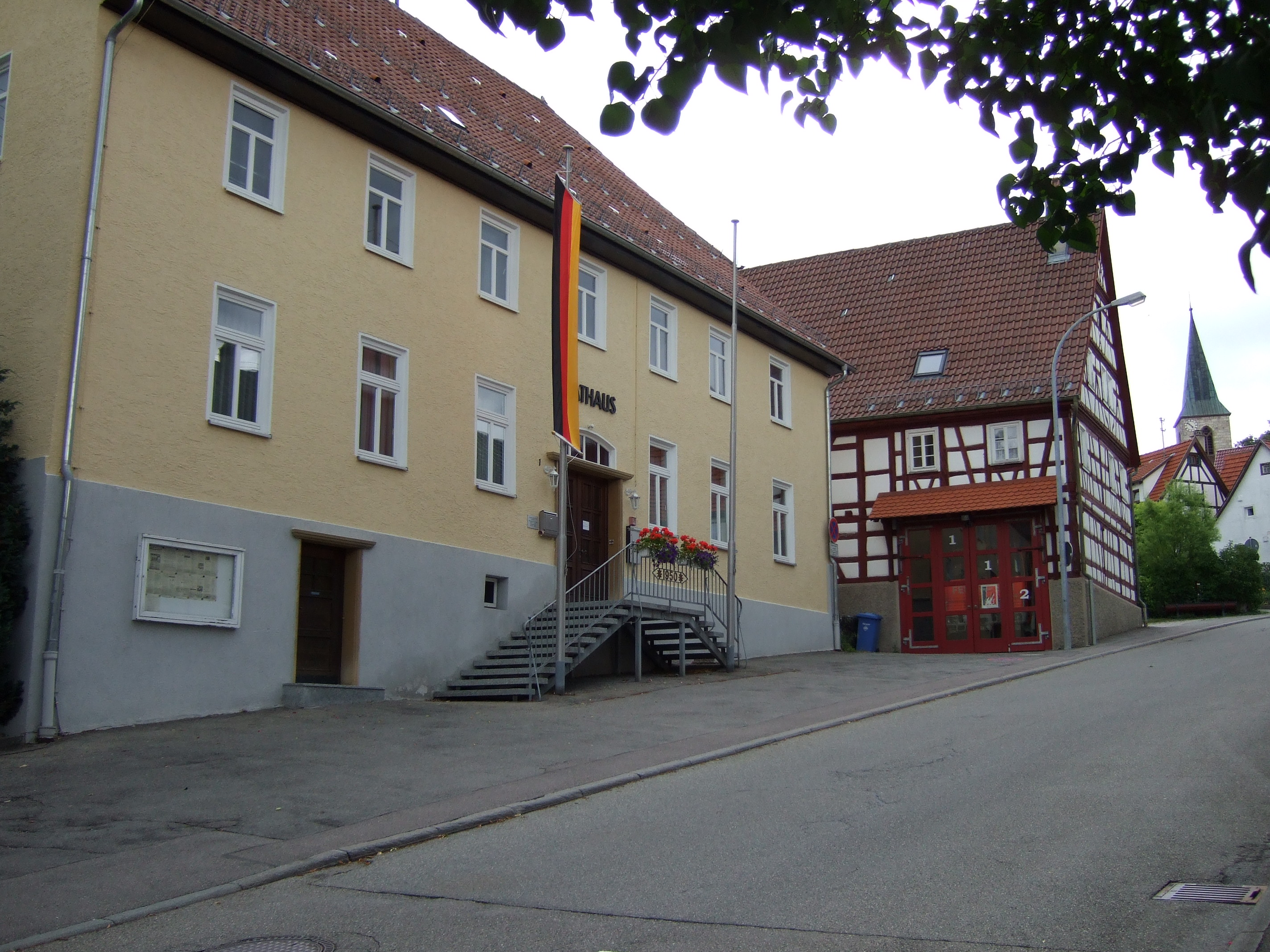
Brandweerkazerne
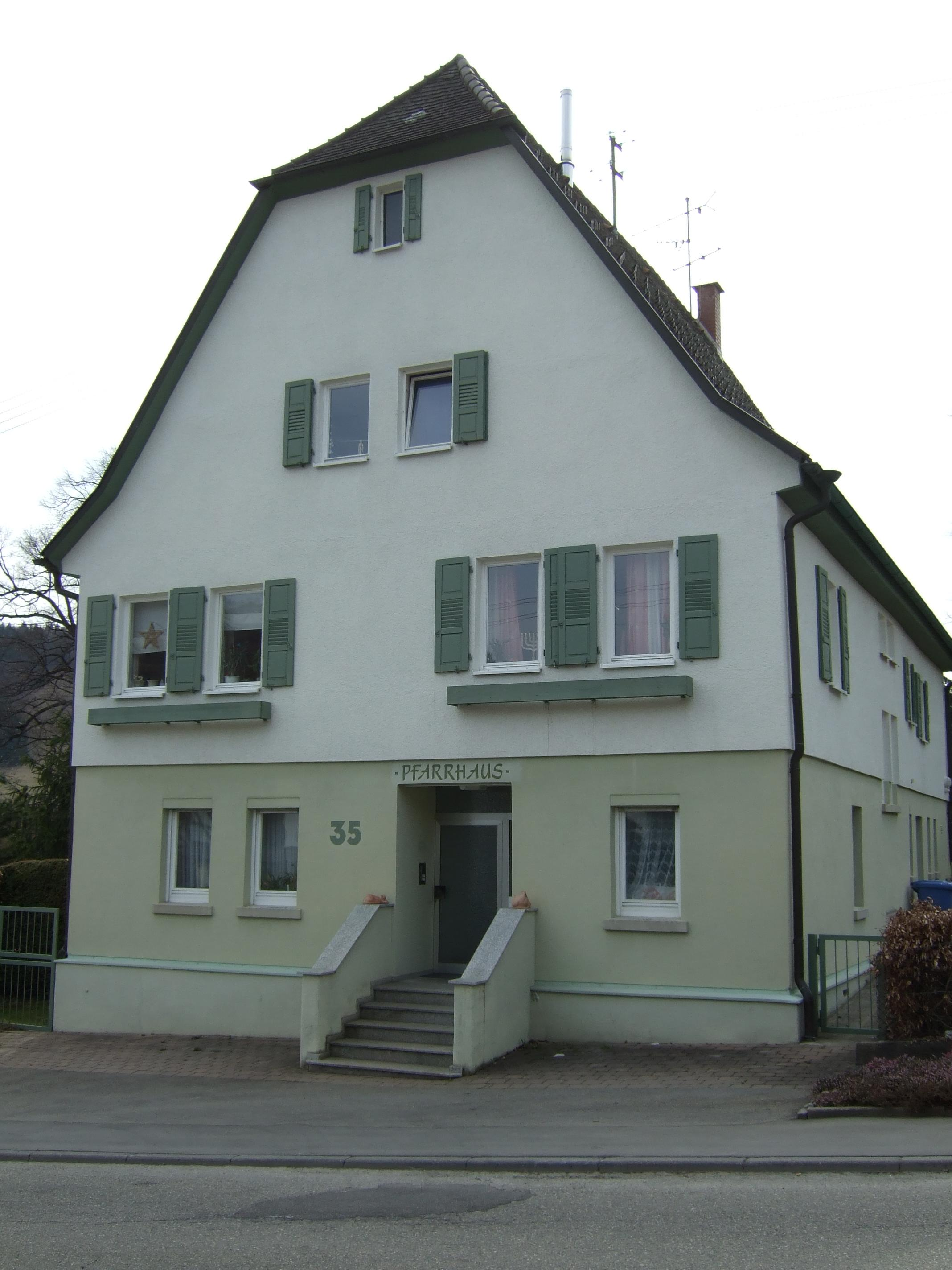
Pastorie